# 安卡斯馬爾卡山
13°15′6″S 71°59′7″W / 13.25167°S 71.98528°W
安卡斯馬爾卡山（Ancasmarca），是秘魯的山峰，位於該國南部庫斯科大區的卡爾卡省，屬於安第斯山脈中烏魯潘帕山脈的一部分，處於烏魯班巴河以北、瓦曼喬克山東北面、坎查坎查卡薩山東南面、薩瓦西賴山以南、克拉約克山和孔多爾瓦查納山東南面，海拔高度5,198米。